# Bernhard Vogel (Maler)
Bernhard Vogel (* 8. Jänner 1961 in Salzburg) ist ein österreichischer Maler und Grafiker.

## Leben
Bernhard Vogel besuchte ein altsprachliches Gymnasium und bestand 1979 die Matura. 1980 absolvierte er ein Wirtschaftskolleg an der Salzburger Handelsakademie. 1984 besuchte er Aquarellseminare bei Rafaela Toledo. 1985 nahm Vogel an der Internationalen Sommerakademie für bildende Kunst in Salzburg in der Klasse für Malerei bei Anton Lehmden teil.
Vogel ist seit 1987 freischaffender Maler in Salzburg. Seit 1989 leitet er Aquarellreisen und Studioseminare.
Der Städte-Aquarellist sieht sich in den Fußstapfen von William Turners Venedig-Werken, des Wieners Kurt Moldovan sowie der der deutschen Auarellistik-Wegbereiter Klaus Fußmann, Karl-Heinz Fichthorst und Oskar Koller. Innovativ und für seinen Kunstmarkterfolg ursächlich waren Vogels „mystische“ Schichten-Aquarelle.

## Werke

### Bücher (Auszug)
- Venezia, Salzburg, New York, 1989
- Toscana, Galerie Weihergut, 1990
- Städtebilder, Galerie Weihergut, Salzburg 1991
- Salzburg Miniaturen, Galerie Weihergut, Salzburg 1993, ISBN 3-901125-12-4.
- Venezia, Galerie Weihergut, Salzburg 1993, ISBN 3-901125-15-9.
- Bilder einer Region Europasportregion Zell am See – Kaprun 1993, ISBN 3-85453-013-7.
- Blumen und Blüten, Galerie Weihergut, Salzburg 1994, ISBN 3-901125-15-9.
- Baustelle Berlin, Galerie Schneider, Berlin 1995
- New York – New York, Galerie Weihergut, Salzburg 1996
- Aquarellmalerei Callwey Verlag, München 1997, ISBN 3-7667-1272-1.
- Metropolis, Mixed Media, Galerie Weihergut, Salzburg 1998
- Aquarelle, Callwey Verlag, München 1999, ISBN 3-7667-1334-5.
- Blumen im Licht Callwey Verlag, München 2001, ISBN 3-7667-1486-4.
- 12 – 14 Grad, BASF Schwarzheide 2001
- Radierungen 1988–2002 Werkverzeichnis, Pict Salzburg 2002
- Face2Face Aquarellportraits, Pict Salzburg 2004
- Flowers watercolors Aquarelle, Pict Salzburg 2005, ISBN 3-9502023-1-5.
- Land zwischen den Wassern, Ewe Oldenburg 2005, ISBN 3-7667-1640-9.
- Bergbilder II, Pict Salzburg 2005, ISBN 3-9502023-2-3.
- Cities, Pict Salzburg 2006, ISBN 3-9502023-3-1.
- Stilleben, Pict Salzburg 2006, ISBN 3-9502023-5-8.
- Originale 2006, Pict Salzburg 2006, ISBN 3-9502023-4-X.
- Venezia, Pict Salzburg 2007, ISBN 978-3-9502023-6-6.
- Originale 2007, Pict Salzburg 2007, ISBN 978-3-9502023-8-0.
- StadtBilder. Christophorus Verlag, Freiburg 2011. Imprint Englisch Verlag, Reihe „Die Kunstakademie“. ISBN 978-3-86230-196-6.

- Zeitgenössische Stillleben, Christophorus Verlag, Freiburg 2012. Imprint Englisch Verlag, Reihe „Die Kunstakademie“.
- Pleinair Aquarelle, Pict Salzburg 2012. ISBN 978-3-9502553-2-4.
- Lieblingsmotive, Christophorus Verlag, Freiburg 2013. Imprint Englisch Verlag, Reihe „Die Kunstakademie“. ISBN 978-3-86230-249-9.
- Serendipity, Pict Salzburg 2016. ISBN 978-3-9502553-4-8.

## Preise (Auszug)
- 1987: 1. Preis beim Kunstwettbewerb Salzburger Ansichten
- 1989: Dr.-Ernst-Koref-Preis, Linz
- 1991: Arbeitsstipendium in Leverkusen als Stadtmaler
- 1993: 1. Preis beim Internationalen Kunstwettbewerb für Aquarell, Fondazione Sinaide Ghi, Rom
- 1999: 1. Preis Salzburger Kulturfonds
- 2000: 1. Preis Südwestdeutscher Aquarellpreis
- 2009: 1. Preis Kunstpreis Binz

## Ausstellungen

### Museen
Die Werke von Bernhard Vogel sind in folgenden Museen vertreten:
- Salzburger Landesmuseum Rupertinum,
- Museum MCA Salzburg,
- Grafische Sammlung Albertina Wien,
- Kupferstichkabinett der Akademie der bildenden Künste Wien,
- Tiroler Landesmuseum Ferdinandeum Innsbruck,
- Museum der Stadt Lienz,
- Oberösterreichisches Landesmuseum Francisco Carolinum Linz,
- Stadtmuseum Nordico Linz,
- Landesmuseum Joanneum Graz,
- Stadtmuseum Graz,
- Burgenländisches Landesmuseum Eisenstadt,
- Vorarlberger Landesmuseum Bregenz,
- Museum Moderner Kunst Kärnten,
- Stadtmuseum München,
- Staatliche Grafische Sammlung München,
- Kulturgeschichtliches Museum Osnabrück
- Bomann-Museum Celle
- Leopold Hösch Museum Düren,
- St.-Annen-Museum Lübeck,
- Wilhelm Hack Museum Ludwigshafen,
- Stadtmuseum Münster
- Landesmuseum für Kunst und Kulturgeschichte Oldenburg,
- The permanent Collection of the House of Commons London

### Galerien
Bernhard Vogel hatte seit 1986 über 100 Einzelausstellungen, unter anderem in folgenden Galerien:
Galerie Ostendorff, Münster;
Galerie Weihergut, Salzburg;
Galerie Augustin, Wien und Innsbruck;
Galerie Wolfrum, Wien;
Galerie Vienna, Mödling;
Haus der Kunst, Graz;
Galerie Thiele, Linz;
Domgalerie, Wiener Neustadt;
Galerie Schneider, Berlin;
Galerie Lehnert, Mainz;
Galerie Koch, Hannover;
Galerie Vetter, Düren;
Galerie Loy, Rastede;
Galerie Halbach, Celle;
Galerie Lochte, Hamburg;
Galerie Schwarzkopf, Wuppertal;
Galerie Terminus, München;
Modern Art Gallery, Karlsruhe;
Galerie Wehr, Pulheim;
Kunsthaus Frenzel, Heroldstadt;
Galerie Koch-Westenhoff, Lübeck;
Waterman Fine Art, London;
Catto Gallery, London;
The Watergate Street Gallery, Chester;
Oakham Gallery, London;
Galerie Furstenberg, Paris;
Altstadtgalerie, Bern;
Galerie Bugno, Venedig;

## Belege
1. ↑  B. Vogel: StadtBilder. S. 18, S. 20, S. 16

| Personendaten    | Personendaten                       |
| ---------------- | ----------------------------------- |
| NAME             | Vogel, Bernhard                     |
| KURZBESCHREIBUNG | österreichischer Maler und Grafiker |
| GEBURTSDATUM     | 8. Januar 1961                      |
| GEBURTSORT       | Salzburg                            |